# Рудольф, Аделин
Аделин Рудольф (англ. Adeline Rudolph; род. 10 февраля 1995, Британский Гонконг) — американская актриса и модель.

## Биография
Родилась 10 февраля 1995 года в Британском Гонконге в семье смешанного происхождения: её отец немец, а мать кореянка.
В юности посещала Немецко-швейцарскую международную школу в Гонконге , впоследствии поступила в Университетский колледж Лондона в Британии, который окончила в 2017 со степенью бакалавра политологии.
Во время обучения в колледже Аделина подписала контракт с модельным агентством Next Model Management. Она работала моделью на для различных компаний Европы, Гонконга и Кореи, где появлялась в рекламных кампаниях Marie Claire Beauty и Elle Beauty. После окончания учёбы она решила заняться актёрским мастерством: в 2018 году она удачно дебютировала в роли школьницы-ведьмы Агаты в сериале Netflix «Леденящие душу приключения Сабрины». В июле 2020 года Рудольф получила главную роль в сериале-адаптации японской хоррор-манги «Томи», который должен был выйти на платформе Quibi. Однако в декабре того же года Quibi закрылась, а сам проект попал в производственный ад и не был завершён.
После закрытия «Сабрины», Аделина Рудольф снялась в другой экранизации Archie Comics — пятом сезоне сериала «Ривердейл», а также сыграла роль Билли Вескер в сериале Netflix «Обитель зла», который был закрыт после показа первого сезона.
В 2023 стало известно, что актриса снимется сразу в двух голливудских блокбастерах: сыграет роль Китаны в фэнтези-боевике «Мортал Комбат 2» (по мотивам известной серии игр), а также исполнит роль Бобби Джо Сонг в экшн-хорроре «Хеллбой: Горбун».

## Фильмография
| Год       |   | Русское название                   | Оригинальное название          | Роль           |
| --------- | - | ---------------------------------- | ------------------------------ | -------------- |
| 2018—2020 | с | Леденящие душу приключения Сабрины | Chilling Adventures of Sabrina | Агата Найт     |
| 2021      | с | Ривердейл                          | Riverdale                      | Минерва Марбл  |
| 2022      | с | Обитель Зла                        | Resident Evil                  | Билли Вескер   |
| 2024      | ф | Хеллбой: Проклятие Горбуна         | Hellboy: The Crooked Man       | Бобби Джо Сонг |
| 2025      | ф | Мортал Комбат 2                    | Mortal Kombat 2                | Китана         |